# Lactobacillus gastricus
Lactobacillus gastricus è una specie di batterio appartenente alla famiglia delle Lactobacillaceae.